# Psittacella
Psittacella Schlegel, 1871 è un genere di uccelli della famiglia degli Psittaculidi. È l'unico genere della sottofamiglia Psittacellinae.

## Tassonomia
Comprende le seguenti specie:
- Psittacella brehmii Schlegel, 1871 - pappagallo tigrato di Brehm
- Psittacella picta Rothschild, 1896 - pappagallo tigrato dipinto
- Psittacella modesta Schlegel, 1871 - pappagallo tigrato modesto
- Psittacella madaraszi A.B.Meyer, 1886 - pappagallo tigrato di Madarasz